# Educație lingvistică
Educația lingvistică se referă la procesul și practica de a dobândi o a doua limbă sau o limba străină. Acesta este în primul rând o ramură lingvisticii aplicate, totuși poate fi considerată și un domeniu interdisciplinar. Principalele domenii de învățare pentru educația lingvistică sunt: dobândirea de competențe de comunicare, experiențele cross și multiculturale.

## Nevoia pentru educație lingvistică
Globalizarea, ca fenomen într-o creștere accelerată,  a creat o nevoie mare de forță de muncă capabilă de a comunica in diferite limbi. Utilizarea predilectă a limbilor de circulatie internatională se face în domenii precum comertul, turismul, relațiile internaționale, tehnologie, aviație, media și știință, etc.

## Predarea în școală a limbilor străine

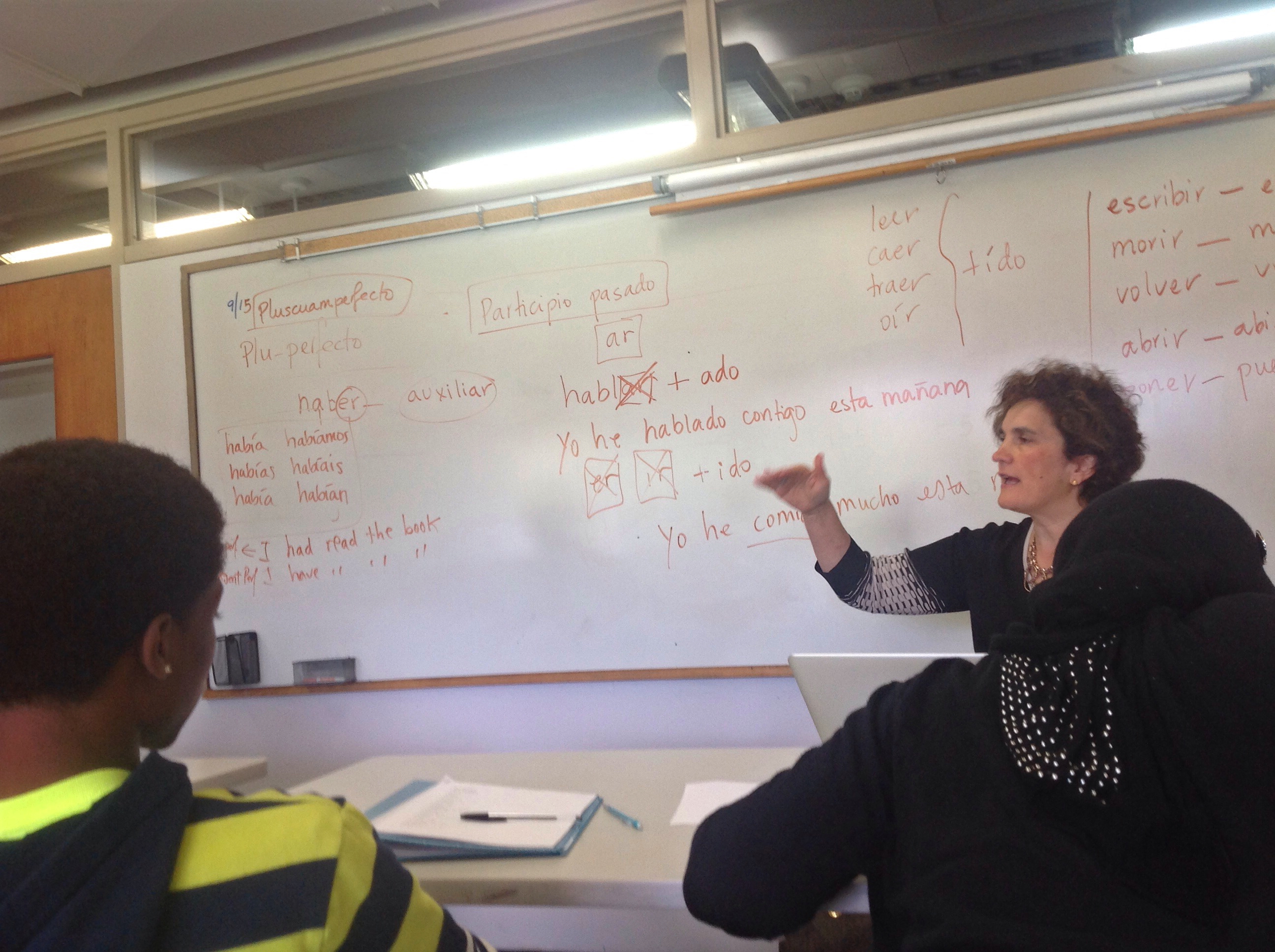

Exista multe metode de studiu a limbilor străine, mai vechi sau mai noi.
Câteodată confundate, termenii „abordare”, „metodă” și „tehnică” sunt concepte diferite 
O „abordare” este  un set de  ipoteze despre  natura limbii și învățarea limbii, dar nu implica un  procedeu  sau  furnizarea unor detalii despre cum asa ipoteze ar trebui implementate in invatarea la clasa .Acestea pot fi înrudite cu a doua  teorie a învățării unei limbi
Sunt trei  „ipoteze” principale : 
1. Viziunea  structurata tratează limba ca un sistem de structuri asemănătoare cu elemente la sensul de cod (de ex. Gramatica).
2. Vizualizare interactivă privește limba ca un vehicul pentru crearea și menținerea relațiilor sociale, concentrarea pe modelele ce se mișcă, acte, negociere și interacțiuni găsite în schimburile de conversație. Această abordare a fost destul de dominant inca din anii 1980..[2]

O ”metodă” este un plan pentru a prezenta limba pentru a fi învățata și ar  trebui să fie bazata pe o abordare selectata. Pentru ca o abordare sa  fie  schimbata într-o metodă, un sistem de instruire ar trebuie să fie conceput luând în considerare obiectivele de predare/învățare, cum sa fie  conținutul selectat și organizat,  tipurile de sarcini sa fie  efectuate, rolurile  studenților și rolurile profesorilor.